# ステューパー・ダック
ステューパー・ダック（Stupor Duck）とは、アメリカの映画会社・ワーナー・ブラザースの短編アニメシリーズである。ルーニー・テューンズ作品。1956年7月7日にアメリカで公開された。ダフィー・ダック主演作品。

## 概要
ダフィー・ダック扮するクラック・トレントがステューパー・ダックに変装して、街を救う物語。
テレビドラマ版スーパーマンのパロディであり、キャッチフレーズは『おい、空を見ろ！』『鳥だ！』『飛行機だ！』『違う、あれはステューパー・ダックだ！』である。
ナレーションは、彼を『超人的な力を秘めた宇宙の遠い星からやってきた変な男』と紹介した。次の場面はスーパーマンと同じである。
- 「弾よりも早く」 - おもちゃのコルク銃
- 「力は機関車よりも強く」 - 機関車の映像(1945年公開ウサギの引き金より流用)。
- 「高層ビルもひとっとび！」 - ロバート・マッキムソンの高層ビルを高く飛ぶダフィー。

## キャスト
| キャラクター             | 原語版           | 現行吹き替え版 |
| ------------------------ | ---------------- | -------------- |
| ダフィー・ダック         | メル・ブランク   | 高木渉         |
| 編集局長                 | ドーズ・バトラー | チョー         |
| アードバーグ・ラットニク | メル・ブランク   | 玄田哲章       |
| ナレーション             | ドーズ・バトラー | チョー         |
| ナレーション             | -                | 梅津秀行       |

## スタッフ
- 監督 - ロバート・マッキムソン、フリッツ・フレレング[2]（追加分）
- 製作 - エドワード・セルツァー
- 脚本 - テッド・ピアース、マイケル・マルチーズ（追加分）
- 配給 - ワーナー・ブラザース、ビタフォン・コーポレーション

## DVD
アメリカ
- VHS - The Stars of Space Jam: Daffy Duck
- VHS - Looney Tunes Collectors Edition: Porky and Daffy
- DVD - Looney Tunes Golden Collection: Volume 5, Disc 1

日本
- DVD - ルーニー・テューンズ・コレクション オールスターズ Volume 2[3]